# Hudson Oaks
|  | Dieser Artikel wurde aufgrund von inhaltlichen Mängeln auf der Qualitätssicherungsseite des Projektes USA eingetragen. Hilf mit, die Qualität dieses Artikels auf ein akzeptables Niveau zu bringen, und beteilige dich an der Diskussion! Eine nähere Beschreibung der zu behebenden Mängel fehlt. |

Hudson Oaks ist eine City in Parker County im US-Bundesstaat Texas. Hudson Oaks hat eine Fläche von 6,6 km2. Das U.S. Census Bureau hat bei der Volkszählung 2020 eine Einwohnerzahl von 2.174 ermittelt. Hudson Oaks liegt an der Interstate 20 und am U.S. Highway 180 westlich der Großstadt Fort Worth nahe dem Lake Weatherford.

## Bildung
Hudson Oaks liegt im Weatherford- und im Aledo Independent School District.